# 中央警務隊
中央警務隊（ちゅうおうけいむたい、Central Military Police Unit）は、陸上自衛隊市ヶ谷駐屯地（東京都新宿区）に駐屯する警務隊隷下の警務科部隊である。

## 概要
隊長は1等陸佐（二）が充てられる。前身は防衛省（市ヶ谷駐屯地）の司法警察活動および中央指揮所の警備を担当する警務隊本部付警務隊で、改編に際し防衛秘密の漏洩や贈収賄、サイバーテロ等の特殊犯罪捜査任務を新規に付与し、海上自衛隊警務隊および航空警務隊からこれらに関する識能を有する警務官を同隊に派遣する形で統合運用する（ただし当部隊は警務隊の隷下で運用され、自衛隊指揮通信システム隊や自衛隊情報保全隊と同列の「共同の部隊」ではない）。

## 沿革
警務隊本部付警務隊
- 1973年（昭和48年）3月27日：警務隊本部付警務隊が檜町駐屯地に新編。
- 2000年（平成12年）3月10日：警務隊本部付警務隊が檜町駐屯地から市ヶ谷駐屯地に移駐。

中央警務隊
- 2011年（平成23年）4月22日：警務隊本部付警務隊（市ヶ谷駐屯地）が中央警務隊に改編。

## 主要幹部
| 官職名       | 階級    | 氏名     | 補職発令日     | 前職                                  |
| ------------ | ------- | -------- | -------------- | ------------------------------------- |
| 中央警務隊長 | 1等陸佐 | 松岡利治 | 2024年12月20日 | 陸上自衛隊会計監査隊 西部方面分遣隊長 |

| 代 | 氏名                   | 在職期間                        | 前職                                                        | 後職                                 |
| -- | ---------------------- | ------------------------------- | ----------------------------------------------------------- | ------------------------------------ |
| 01 | 武下一 （2等陸佐）     | 1973年03月27日 - 1974年07月15日 | 警務隊（市ヶ谷）勤務                                        | 警務隊（市ヶ谷）勤務                 |
| 02 | 武政道隆 （2等陸佐）   | 1974年07月16日 - 1976年03月15日 | 第110地区警務隊長                                           | 檜町駐屯地業務隊                     |
| 03 | 前後保 （3等陸佐）     | 1976年03月16日 - 1977年07月31日 | 警務隊本部勤務 →1976年7月1日 2等陸佐昇任                    | 警務隊本部勤務                       |
| 04 | 笠原利治 （2等陸佐）   | 1977年08月01日 - 1979年03月15日 | 警務隊本部勤務                                              | 西部方面警務隊副隊長                 |
| 05 | 横谷堅太               | 1979年03月16日 - 1980年07月31日 | 陸上幕僚監部人事部警務課 総括班長 →1980年1月1日 1等陸佐昇任 | 中部方面警務隊副隊長                 |
| 06 | 今里作太郎 （2等陸佐） | 1980年08月01日 - 1984年07月31日 | 中部方面総監部人事課勤務                                    | 警務隊本部勤務                       |
| 07 | 吉郷厚生               | 1984年08月01日 - 1986年07月31日 | 陸上幕僚監部人事部警務課 警務班長                           | 警務隊本部勤務                       |
| 08 | 高木達也               | 1986年08月01日 - 1988年03月15日 | 警務隊本部勤務                                              | 警務隊本部付 →1988年6月21日 定年退官 |
| 09 | 斎藤信明 （2等陸佐）   | 1988年03月16日 - 1989年07月31日 | 陸上自衛隊業務学校                                          | 警務隊本部勤務                       |
| 10 | 西岡清                 | 1989年08月01日 - 1990年07月08日 | 技術研究本部 技術開発官（陸上担当）付 第4開発室長           | 陸上自衛隊業務学校警務教育部長       |
| 11 | 町田恭行               | 1990年07月09日 - 1992年06月15日 | 西部方面警務隊副隊長 →1991年1月1日 1等陸佐昇任              | 中部方面警務隊長                     |
| 12 | 山口憲彦 （2等陸佐）   | 1992年06月16日 - 1995年07月31日 | 陸上自衛隊業務学校                                          | 警務隊（朝霞）勤務                   |
| 13 | 奥松勉                 | 1995年08月01日 - 1997年03月25日 | 陸上幕僚監部人事部警務課 警務班長                           | 東北方面総監部人事部厚生課長         |
| 14 | 武内眞樹               | 1997年03月26日 - 2000年05月09日 | 中部方面警務隊長                                            | 陸上自衛隊業務学校                   |
| 15 | 丸田清次郎             | 2000年05月10日 - 2001年07月31日 | 檜町警備隊長                                                | 陸上自衛隊小平学校警務教育部長       |
| 16 | 宮川敏男               | 2001年08月01日 - 2003年03月26日 | 陸上自衛隊中央業務支援隊 印刷補給部長                       | 中部方面警務隊長                     |
| 17 | 相木修一               | 2003年03月27日 - 2017年04月19日 | 陸上自衛隊中央業務支援隊 印刷補給部長                       | 退職                                 |
| 18 | 吉田勝彦 （2等陸佐）   | 2007年04月20日 - 2009年07月31日 | 警務隊本部付警務隊勤務                                      | 中部方面警務隊長                     |
| 末 | 藤田惠一               | 2009年08月01日 - 2011年04月21日 | 警務隊本部企画訓練科長                                      | 中央警務隊長                         |

| 代 | 氏名       | 在職期間                        | 前職                                  | 後職                         |
| -- | ---------- | ------------------------------- | ------------------------------------- | ---------------------------- |
| 01 | 藤田惠一   | 2011年04月22日 - 2011年11月30日 | 警務隊本部付警務隊長                  | 西部方面警務隊長             |
| 02 | 堀国秀     | 2011年12月01日 - 2012年12月03日 | 東北方面警務隊長                      | 東部方面警務隊長             |
| 03 | 松下重美   | 2012年12月04日 - 2014年03月22日 | 陸上自衛隊小平学校主任教官            | 東北方面警務隊長             |
| 04 | 大西延昌   | 2014年03月23日 - 2015年11月30日 | 東北方面警務隊長                      | 北部方面警務隊長             |
| 05 | 藤原修     | 2015年12月01日 - 2017年07月31日 | 中部方面警務隊長                      | 警務隊本部付                 |
| 06 | 髙橋宏一郎 | 2017年08月01日 - 2020年03月15日 | 第2師団司令部監察官                   | 陸上自衛隊小平学校警務科部長 |
| 07 | 野口敬利   | 2020年03月16日 - 2022年07月31日 | 第9師団司令部監察官                   | 警務隊本部企画訓練科長       |
| 08 | 戸星善敦   | 2022年08月01日 - 2024年12月19日 | 陸上自衛隊小平学校主任教官            | 西部方面警務隊長             |
| 09 | 松岡利治   | 2024年12月20日 -                | 陸上自衛隊会計監査隊 西部方面分遣隊長 |                              |